# Tiberius Claudius Gordianus
Tiberius Claudius Gordianus (vollständige Namensform Tiberius Claudius Tiberi filius Quirina Gordianus) war ein im 2. Jahrhundert n. Chr. lebender Angehöriger des römischen Senatorenstandes. Durch eine Inschrift, die in Lambaesis gefunden wurde, ist seine Laufbahn bekannt.
Die Laufbahn des Gordianus beginnt in der Inschrift mit dem Amt des Quaestors in der Provinz Cyprus. Im Anschluss war er für ein Jahr als Legatus dem Statthalter dieser Provinz zugeteilt. Danach übernahm er (in dieser Reihenfolge) folgende Funktionen: Statthalter (Proconsul) in der Provinz Macedonia, Kommandeur (Legatus legionis) der Legio XI Claudia, die ihr Hauptlager in Durostorum in der Provinz Moesia inferior hatte und Kommandeur der Legio III Augusta, die ihr Hauptlager in Lambaesis hatte. Er ist als Kommandeur der Legio III Augusta durch weitere Inschriften nachgewiesen. Im Anschluss übernahm er als Praefectus die Leitung des Aerarium Saturni. Da er in der Inschrift als consul designatus bezeichnet wird, dürfte er bald nach Beendigung dieser Tätigkeit Suffektkonsul geworden sein.
Gordianus war in der Tribus Quirina eingeschrieben und stammte aus Tyana in der Provinz Cappadocia. Er war Mitglied in der Priesterschaft der Fetialen. Die Inschrift aus Lambaesis wurde ihm zu Ehren durch Publius Iulius Theodorus, einen Centurio der Legio III Augusta, errichtet. Durch die Inschrift aus Cuicul ist seine Ehefrau, Iulia Chilonis, bekannt. Aus zwei Inschriften geht hervor, dass Gordianus von den Städten Verecunda und Cuicul als Patron gewählt wurde.

## Fehlende Ämter
Nach der Quaestur folgten normalerweise die beiden Ämter des Tribunus plebis (bzw. des Aedilis) sowie des Praetors; diese fehlen jedoch in der Inschrift. Werner Eck nimmt an, dass Gordianus diese Ämter trotzdem ausgeübt hat; er hält es aber auch für möglich, dass Gordianus in die Reihen der ehemaligen Praetoren aufgenommen wurde (adlectio inter praetorios), ohne zuvor dieses Amt ausgeübt zu haben. Laut Mireille Corbier könnte es sich auch um einen Fehler des Steinmetzen handeln, der die beiden Ämter vergessen hat; andererseits wäre dies erstaunlich, da es sich um eine sehr sorgfältig gearbeitete Inschrift handelt.

## Datierung
Die Inschrift aus Lambaesis wird bei der Epigraphik-Datenbank Clauss-Slaby auf 191 datiert. Die Inschrift aus Calceus Herculis kann durch die Angabe der Tribunicia potestas XIII und des fünften Konsulats von Commodus (180–192) auf den Zeitraum zwischen dem 10. Dezember 187 und dem 9. Dezember 188 datiert werden.
Mireille Corbier datiert einige Stationen der Laufbahn wie folgt: Statthalter in Macedonia und Kommandeur der Legio XI Claudia in den ersten Jahren der Regierungszeit von Commodus, Kommandeur der Legio III Augusta im Jahr 188, Praefectus des Aerarium Saturni vermutlich von 191 bis 193 und danach Suffektkonsul, möglicherweise 194 oder 195. Werner Eck datiert zwei Stationen seiner Laufbahn wie folgt: Kommandeur der Legio III Augusta im Jahr 188 und Suffektkonsul um 191/192. Florian Matei-Popescu datiert das Kommando über die Legio XI Claudia um 184/186.